# Erzsébettelek
Erzsébettelek Budapest városrésze a II. kerületben az egykori Pesthidegkút község területén.

## Fekvése
Határai: Ördög-árok a Nagyrét utcától – Hidegkúti út – Budapest 1949. december 31-i határa a 171. és 176. sz. határkövek között) – Nagyrét utca az Ördög-árokig.

## Története
Pesthidegkútnak ezt a részét, amely az 1920-as években alakult ki, Erzsébet királynéról nevezték el.

## Főbb útvonalak
- Hidegkúti út (egy része)